# Brookline (Vermont)
Pour les articles homonymes, voir Brookline.
Brookline est une ville située dans le comté de Windham, dans l'État du Vermont, aux États-Unis

## Source
- (en) Cet article est partiellement ou en totalité issu de l’article de Wikipédia en anglais intitulé « Brookline, Vermont » (voir la liste des auteurs).